# Вахек, Йозеф
Йозеф Вахек (чеш. Josef Vachek; 1 марта 1909, Прага — 31 марта 1996, там же) — чешский и чехословацкий лингвист, англист, богемист, один из видных представителей Пражского лингвистического кружка.

## Биография
В 1927—1932 годах обучался на Философском факультете Карлова университета. С 1932 года — доктор философии, в 1945 году стал доцентом, а в 1960 году получил степень доктора наук (DrSc.).
Работал научным сотрудником в Институте чешского языка тогдашней Чехословацкой академии наук. Читал лекции в Лейденском университете.
Занимался фонологией, фонетикой и грамматикой английского и чешского языков, общим языкознанием, контрастивной лингвистикой и теорией перевода и письменной речи.
Автор «Лингвистического словаря Пражской школы» (рус. пер., 1964).

## Избранные публикации
- Dictionnaire de linguistique de l’Ecole de Prague (1960)
- The Linguistic School of Prague (1966)
- Dynamika fonologického systému současné spisovné češtiny (1968)
- Written Language (1974)